# Parki narodowe w Azerbejdżanie
Parki narodowe Azerbejdżanu
| L.p. | Zdjęcie | Nazwa parku narodowego     | Oryginalna nazwa         | Data utworzenia  | Powierzchnia (km²) | Położenie                                                                   | Na mapie                                                                               |
| ---- | ------- | -------------------------- | ------------------------ | ---------------- | ------------------ | --------------------------------------------------------------------------- | -------------------------------------------------------------------------------------- |
| 1.   |         | Park Narodowy Ağ göl       | Ağ göl Milli Parkı       | 5 lipca 2003     | 179,24             | Rejon Ağcabədi Rejon Beyləqan                                               | Mapa konturowa Azerbejdżanu, w centrum znajduje się punkt                              |
| 2.   |         | Park Narodowy Altıağac     | Altıağac Milli Parkı     | 31 sierpnia 2004 | 110,35             | Rejon Xızı Rejon Siyəzən                                                    | Mapa konturowa Azerbejdżanu, u góry nieco na prawo znajduje się punkt                  |
| 3.   |         | Apszeroński Park Narodowy  | Abşeron Milli Parkı      | 8 lutego 2005    | 7,83               | Baku                                                                        | Mapa konturowa Azerbejdżanu, blisko prawej krawiędzi znajduje się punkt                |
| 4.   |         | Park Narodowy Göygöl       | Göygöl Milli Parkı       | 1 kwietnia 2008  | 127,55             | Rejon Göygöl                                                                | Mapa konturowa Azerbejdżanu, po lewej znajduje się punkt                               |
| 5.   |         | Park Narodowy Hirkan       | Hirkan Milli Parkı       | 9 lutego 2004    | 427,97             | Rejon Lənkəran Rejon Astara                                                 | Mapa konturowa Azerbejdżanu, na dole nieco na prawo znajduje się punkt                 |
| 6.   |         | Park Narodowy Şahdağ       | Şahdağ Milli Parkı       | 8 grudnia 2006   | 1305,081           | Rejon Quba Rejon Qusar Rejon İsmayıllı Rejon Qəbələ Rejon Oğuz Rejon Şamaxı | Mapa konturowa Azerbejdżanu, u góry znajduje się punkt                                 |
| 7.   |         | Szyrwański Park Narodowy   | Şirvan Milli Parkı       | 5 lipca 2003     | 543,73             | Rejon Salyan Rejon Neftçala                                                 | Mapa konturowa Azerbejdżanu, blisko centrum po prawej na dole znajduje się punkt       |
| 8.   |         | Zangezurski Park Narodowy  | Zəngəzur Milli Parkı     | 16 czerwca 2003  | 121,31             | Rejon Ordubad                                                               | Mapa konturowa Azerbejdżanu, na dole po lewej znajduje się punkt                       |
| 9.   |         | Park Narodowy Samur-Yalama | Samur-Yalama Milli Parkı | 5 listopada 2012 | 117,72             | Rejon Xaçmaz                                                                | Mapa konturowa Azerbejdżanu, blisko górnej krawiędzi nieco na prawo znajduje się punkt |